# Nightmare (Nightmare)
Nightmare è il settimo album studio del gruppo giapponese Nightmare. L'album venne pubblicato in tre diverse versioni: due album contengono tracce bonus DVD,mentre la terza edizione contiene una traccia bonus dal titolo "Dazzle". L'album raggiunse la 10ª posizione nella classifica Oricon e nella prima settimana vennero vendute 16 971 copie.

## Tracce
1. Eleven – 2:28
2. VERMILION – 4:17
3. Fragment – 4:33
4. Swallowtail – 4:40
5. Q. – 3:50
6. RAY OF LIGHT – 3:50
7. Rem – 4:26
8. Cherish – 2:42
9. The sorrow of deceiver – 4:17
10. a:FANTASIA – 3:44
11. Zero beyond the G – 3:10
12. Rinne – 5:20
13. $eam – 3:56
14. SLEEPER – 3:55
15. Dazzle – 3:39

Edizione Limitata A
Tracce Bonus DVD
1. "Swallowtail"

Edizione Limitata B
Tracce Bonus DVD
1. "Ray of Light"

## Singoli
- Rem

Pubblicato: 22 settembre 2009
Posizione nella classifica Oricon: 3
- a:Fantasia

Pubblicato: 23 giugno 2010
Posizione nella classifica Oricon: 5
- Vermilion

Pubblicato: 18 maggio 2011
Posizione nella classifica Oricon: 6
- Sleeper

Pubblicato: 7 settembre 2011
Posizione nella classifica Oricon: 7